# 赤毛 (映画)
『赤毛』（あかげ）は、1969年に日本で公開された映画。

## ストーリー
幕末・王政復古の世。江戸に進撃する官軍の先駆「赤報隊」。沢渡宿で圧制を敷く駒虎一家を倒し女郎たちを解放する。先頭に立ったのは沢渡宿出身の権三だった。さらには代官屋敷から年貢を取り返し百姓も解放して意気揚々だったが…。赤報隊と官軍の戦いを通じて、維新の裏にある犠牲と矛盾を捉えた問題作。常に権力側に犠牲を強いられる民衆の抑圧されたエネルギーが“ええじゃないか”に爆発するラストシーンは圧巻。

## スタッフ
- 監督：岡本喜八
- 脚本：岡本喜八、廣澤栄
- 製作：三船敏郎、西川善男
- 撮影：斎藤孝雄
- 音楽：佐藤勝

## キャスト
- 赤毛の権三：三船敏郎
- 三次：寺田農
- 一ノ瀬半蔵：高橋悦史
- トミ：岩下志麻（松竹）
- お袖：岡田可愛
- お葉：吉村実子
- ウメ：望月優子
- お春：乙羽信子
- 荒垣弥一郎：神山繁
- 相楽総三：田村高廣
- 神尾金太郎：伊藤雄之助
- 木曽屋嘉兵衛：富田仲次郎
- 駒ヶ根ノ虎三：花沢徳衛
- 玄斉：天本英世
- 雨ガエル：砂塚秀夫
- 馬宿の甚兵衛：浜村純
- 番頭左右吉：岸田森
- 居酒屋の亭主：草野大悟
- 行商の薬売り：浅井孝二
- 行商の小間物屋：木村博人
- おたね：三戸部スエ
- 伍平爺さん：左卜全
- 百姓・袈裟治：堺左千夫
- 猟師の六：長谷川弘
- 源太少年：吉田昌史
- 弥五少年：木村豊幸
- 平助少年：阿知波信介
- サブ少年：木下陽夫
- 忠太少年：沢登護
- 代官所手代：常田富士男
- 白毛の先鋒隊長：睦五郎
- 百姓：山本廉、中山豊、宇野晃司
- 嬶：佐渡絹代、岩崎智江
- 斥候：地井武男
- 哨兵：野村昇史
- 白毛の伍長：田中浩
- 女郎：津田亜矢子、北川美佳
- ナレーター：中谷一郎